# Heinrich Mutzenbecher
Heinrich Mutzenbecher (* 21. März 1888 in Hamburg; † 30. November 1985 in Witzhave, Stormarn) war ein deutscher Filmproduzent und Medienfunktionär.

## Leben und Wirken
Mutzenbecher war ein Sohn des Rechtsanwaltes Matthias Mutzenbecher und seiner Ehefrau Magdalena, geborene Ohlendorff. Nach dem Besuch eines Realgymnasiums in Hamburg und des Kadettenhauses in Plön besuchte Mutzenbecher die Hauptkadettenanstalt in Groß-Lichterfelde, wo er zu Ostern 1908 das Abitur bestand. Von 1908 bis 1909 gehörte er der preußischen Armee als Einjähriger Freiwilliger an. Ab 1908 studierte Mutzenbecher Rechtswissenschaften, dann Germanistik, Philosophie und Kunstgeschichte, zuerst in München, dann in Berlin und Bonn. 1914 wurde er an der Philosophischen Fakultät der Rheinischen Friedrich-Wilhelms-Universität Bonn mit dem Thema „Heine und das Drama“ promoviert. Von 1914 bis 1918 nahm Mutzenbecher als Oberleutnant der Reserve am Ersten Weltkrieg teil.
Ab 1919 war Mutzenbecher in verschiedenen Unternehmen tätig, bevor er 1926 in den Dienst der Hamburg-Amerika-Linie (Hapag) trat, deren Ressortchefs für Filmarbeit er wurde. Von 1928 bis 1929 war er Produktionsleiter, sowie Expeditionschef bei den auswärtigen Drehorten des Filmes Melodie der Welt. Dieser erste abendfüllende deutsche Tonfilm (Regie: Walter Ruttmann) wurde in Zusammenarbeit mit dem Tonbild-Syndikat Tobis produziert und entstand auf einer Weltreise des Hapagdampfers Resolute. Von 1931 bis 1932 wechselte Mutzenbecher zur Filmproduktionsgesellschaft Tobis. Ab Herbst 1932 war er Referenten für Filmfragen in der Presseabteilung (Abteilung P) des Auswärtigen Amtes. Nach der Gründung des Reichsministeriums für Volksaufklärung und Propaganda und der Überführung der Presseabteilung des Auswärtigen Amtes schied er im Oktober 1933 aus.

## Schriften
- Heine und das Drama, Lucas Gräfe, Hamburg 1914 (Dissertation)
- Melodie der Welt: Ein Präludium zum ersten deutschen Tonfilm, Hamburg 1928.
- Cécile Mutzenbecher und Hans von Bülow, Gesellschaft der Bücherfreunde, Hamburg 1963.
- Stammbaum der Familie Mutzenbecher 1636-1971, Witzhave 1973.